# Извлачење
„Извлачење“ је југословенски филм из 1967. године. Режирао га је Здравко Шотра, а сценарио је писао Сол Белоу.

## Улоге
| Глумац           | Улога |
| ---------------- | ----- |
| Душан Булајић    |       |
| Оливера Марковић |       |
| Слободан Перовић |       |